# Ugali

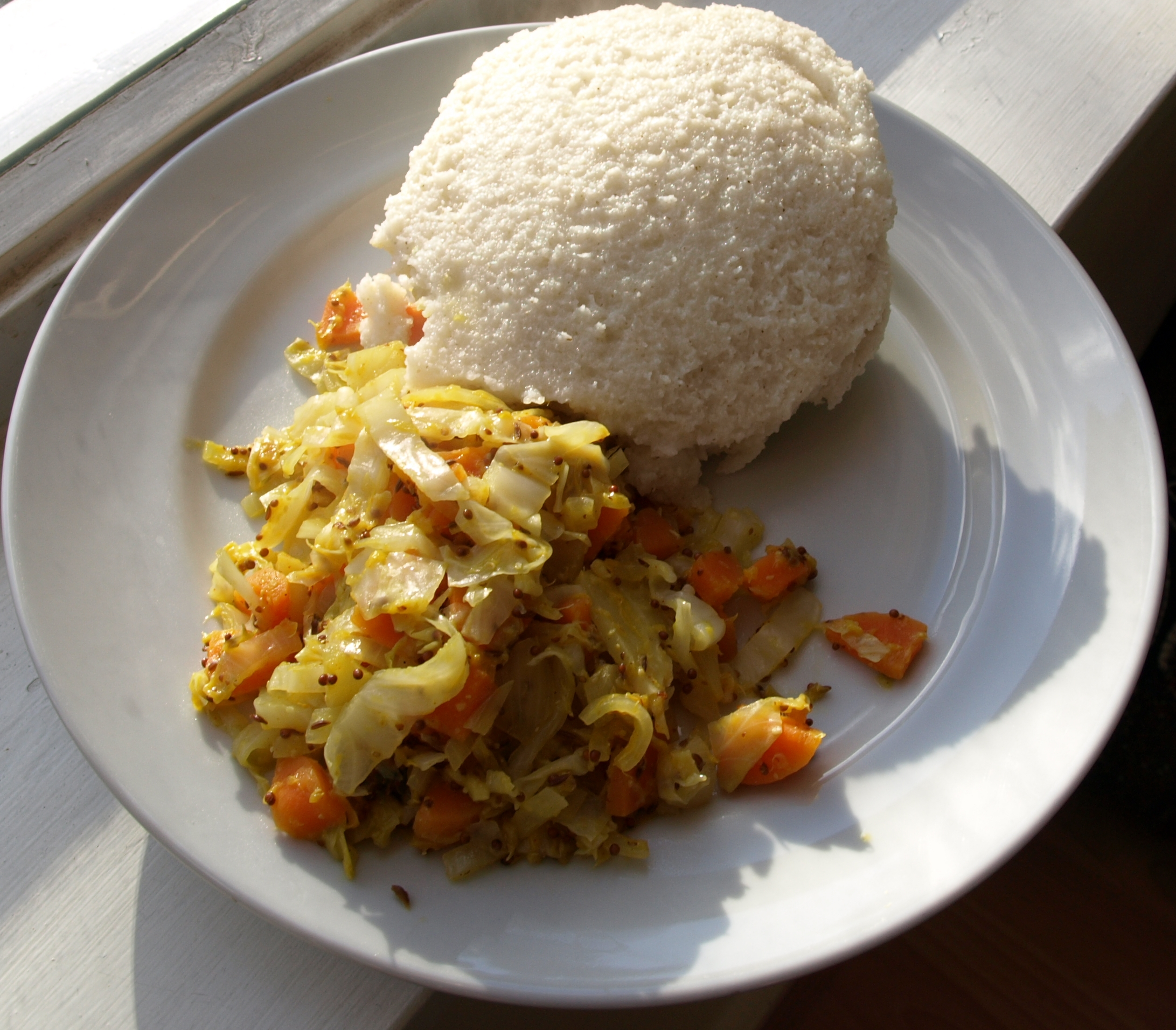
Ugali et chou frisé.

L’ugali (du kiswahili) [ugali] est l'aliment de base traditionnel de l'est de l'Afrique. Il est essentiellement constitué de farine cuite à l'eau et agglomérée en boule. Dans l'est, la farine est le plus souvent issue du maïs ou du mil. Plusieurs farines peuvent être mélangées, plus rarement des condiments comme de la purée d'arachide sont rajoutés. L'ugali est dit blanc avec de la farine de maïs et brun avec de la farine de mil. La valeur nutritive de cet aliment est considérée comme relativement faible.

## Plats

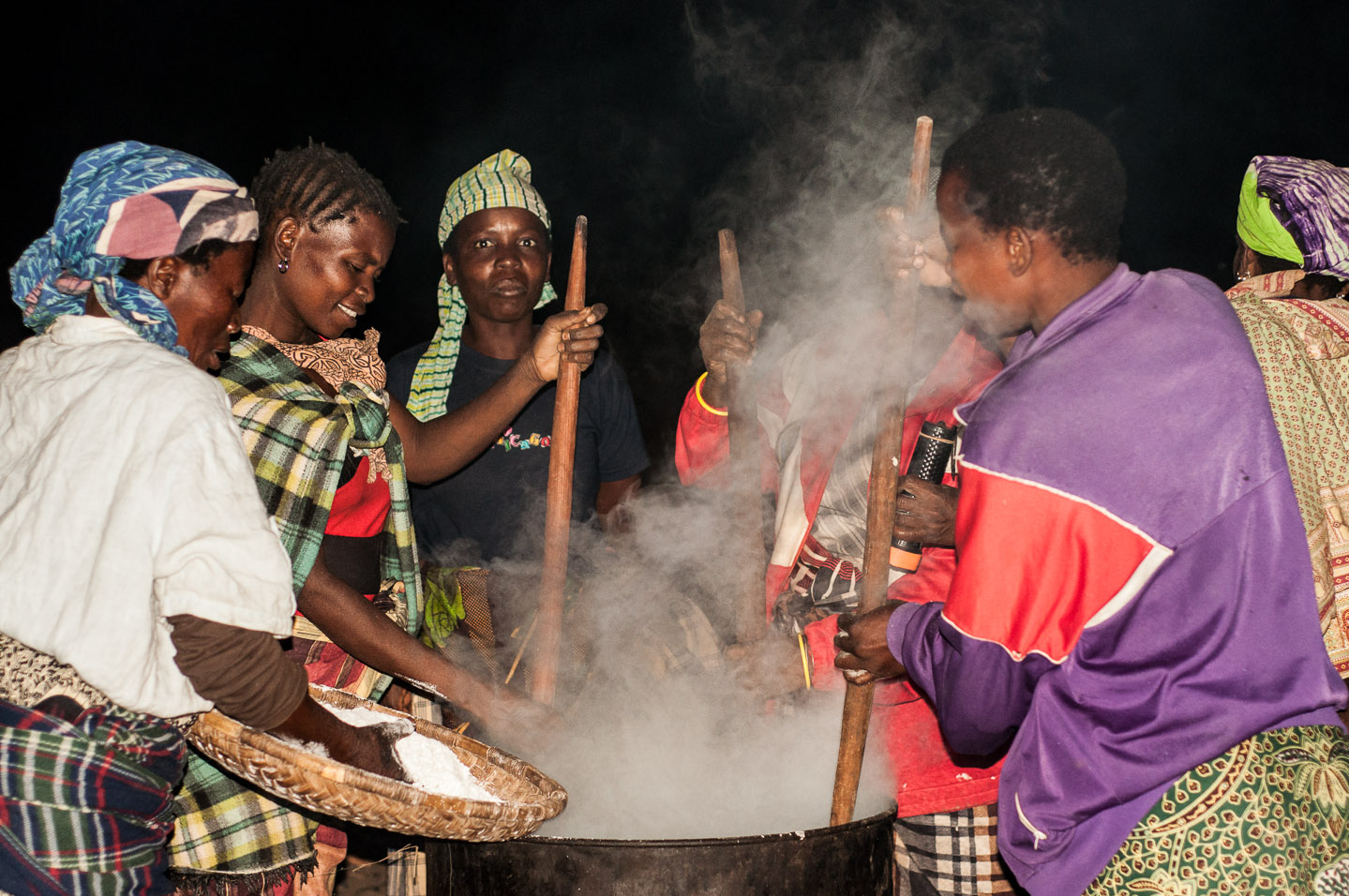
Femmes yao du Mozambique préparant l'ugali à la veille d'une fête religieuse.

L'ugali est un féculent, il est servi tel quel, en principe accompagné par des légumes comme le chou frisé, cuisinés éventuellement avec de la viande ou du poisson à l'instar du riz ou du maïs dans les carrys réunionnais. Les légumes et féculents permettent de constituer un repas équilibré. La farine de maïs est relativement peu chère car le maïs pousse bien dans ces régions tropicales. De ce fait, cet aliment simple à confectionner est abordable pour les plus pauvres. Il est par là même l'aliment de base pour les millions d'habitants de ces régions.

## Noms vernaculaires
Un nom vernaculaire spécifique peut être donné en fonction du type d'ingrédient. De plus, chaque région linguistique a ses propres termes. Ainsi, au Kenya, cet aliment est appelé kimyet en kalenjin, ngima en kikuyu, kuon en luo, obusuma en nyole, etc. Des aliments similaires existent aussi dans les Caraïbes comme le funchi à Curaçao et bien sûr ailleurs en Afrique, comme le foufou à l'ouest, le pap au sud. Dans le sud, c'est plus souvent une farine de féculent.

### Liste
Cet aliment est mangé pratiquement partout en Afrique subsaharienne, il porte pratiquement autant de noms que de pays où il est consommé. 
- Agidi – Igbo, Nigeria
- Akple – Éwé, Togo
- Akumè – Mina, Togo
- Aseeda – Soudan
- Busuma [Bukusu] – Kenya
- Bando – Soga, Ouganda
- Bidia – République démocratique du Congo
- Bogobe/Phaletšhe – Botswana, Afrique du Sud
- Bugali – Burundi, République démocratique du Congo, Soudan, Soudan du Sud, Rwanda
- Buhobe – Lozi
- Buru – Kenya, Luo
- Busima – Bagisu, Ouganda
- Chenge – Kenya, Luo
- Chima – Mozambique
- Couscous de Cameroon – Cameroun
- Dona
- Fitah – Soudan, Soudan du Sud, Congo
- Foutou – Côte d'Ivoire
- Fufu – Sierra Leone, Nigeria
- Funge de milho – Nord de l'Angola
- Sadza – Kalanga, Botswana, Zimbabwe
- Isitshwala – Botswana, Zimbabwe - Ndebele
- Isishwala – Afrique du Sud, Bhaca
- Kawunga – Ganda, Ouganda
- Kimnyet – Kalenjin, Kenya
- Kuon – Kenya, Luo
- Kwen wunga – Alur, Ouganda
- Lipalishi – Eswatini
- Mdoko – Zulu, Afrique du Sud
- Mieliepap – Lesotho, Afrique du Sud
- Mogo – Kenya, Luo
- Moteke – République démocratique du Congo
- Mutuku – Afrique du Sud
- Nfundi – Congo
- Ngima – Kamba, Kikuyu, Embu, Kenya
- Nkima – Kenya, Meru
- Nshima – République démocratique du Congo (Kasaï)
- Nsima – Malawi, Zambie
- Obokima – Kenya, Kisii
- Obusuma – Kenya, Nyole
- Eko – Nigeria, Yoruba
- Oshifima – Namibie, Ovambo
- Paliche - Botswana (Setswana)
- Pap – Namibie, Afrique du Sud
- Papa/Bogobe – Lesotho, Afrique du Sud
- Pâte [French] – Togo, Bénin
- Phuthu/phalishi – Zoulous, Afrique du Sud
- Pirão – Sud de l'Angola
- Posho – Ouganda
- Saab – Ghana, Kusasi
- Sadza – Shona
- Sakora – Nigeria
- Sakoro – Ghana
- Sembe – Tanzanie, argot du Kenya
- Shadza – Kalanga, Botswana
- Shima
- Shishima – Zambie
- Sima – Kenya, Chewa, Tumbuka, et Ngoni
- Soor – Somalie, Zambie
- Tuozafi (or T.Z.) – Ghana
- Tuwo – Hausa, Nigeria
- Ubugali – Rwanda
- Ubwali – Bemba
- Ugali – Kenya, Malawi, Mozambique, Tanzanie, Ouganda, Yao, Swahili
- Um'ratha – Ndebele, Afrique du Sud
- Upswa – Mozambique
- Bohobe – Sotho, Afrique du Sud, Lesotho
- Vhuswa – Venda, Afrique du Sud
- Vuswa – Tsonga, Afrique du Sud
- Wari – Tribus Mijikenda, Côte du Kenya
- Xima – Mozambique